# ديفيد بايليس
ديفيد بايليس (بالإنجليزية: David Bayliss)‏ هو مدرب كرة قدم ولاعب كرة قدم بريطاني في مركز الدفاع، ولد في 8 يونيو 1976 في ليفربول في المملكة المتحدة. لعب مع نادي بارو ونادي تشستر سيتي ونادي روتشديل ونادي ريكسهام ونادي لوتون تاون.

## وصلات خارجية
- ديفيد بايليس على موقع قاعدة بيانات كرة القدم.إي يو (الإنجليزية)
- ديفيد بايليس على موقع Soccerbase.com (لاعب) (الإنجليزية)